# Xanthorhoe insperata
Xanthorhoe insperata là một loài bướm đêm trong họ Geometridae.